# Dejan Kelhar
Dejan Kelhar (* 5. April 1984 in Brežice, SFR Jugoslawien) ist ein ehemaliger slowenischer Fußballspieler.

## Vereinskarriere
Bei seinem Heimatverein NK Brežice 1919 begann Kelhar mit dem Fußballspielen und wechselte später in den Nachwuchs von Publikum Celje und war Leihspieler in der Zweitklassigkeit beim NK Krško. Dort spielte er bis 2004 auch zwei Jahre in der slowenischen zweiten Liga, bevor er sich dem Erstligisten Publikum Celje anschloss. Bis auf die Rückrunde 2005, wo er für 15 Partien an Olimpija Ljubljana ausgeliehen worden war, absolvierte er für Celje 35 Erstligapartien.
Über seinen Landsmann Aleš Kokot kam dann eine Verbindung zum deutschen Zweitligisten SpVgg Greuther Fürth zustande, wo der rechte Außenverteidiger bis Oktober 2007 unter Vertrag stand, bevor er zurück nach Celje ging. Am letzten Tag der Wintertransferperiode 2008/09 unterschrieb Kelhar einen Vertrag bei Cercle Brügge für die Jupiler Pro League. Nach zwei Jahren in Belgien wechselte Kelhar im Februar 2011 zu Legia Warschau.
Es folgten weitere kurzfristige Stationen in Israel bei Hapoel Haifa und in der Türkei bei Samsunspor, ehe Kelhar im Sommer 2012 ein Angebot des FK Qəbələ aus Aserbaidschan annahm. Die folgenden eineinhalb Jahre spielte er in der Premyer Liqası. Im Januar 2014 wechselte er zum serbischen Erstligisten FK Roter Stern Belgrad. Mit diesem Verein erreichte er zum Saisonende die Serbische Meisterschaft.
Zur Rückrunde lieh ihn der türkische Zweitligist Sivasspor aus. Mit den Zentralanatoliern beendete er die Saison als Meister der TFF 1. Lig und erreichte den Aufstieg in die Süper Lig. Zum Saisonende kehrte er zu Olimpija Ljubljana und wurde zur neuen Saison an NK Celje weitergegeben. In der Winterpause der Saison 2017/18 wechselte in die österreichische Viertklassigkeit zum steirischen Landesligisten FC Bad Radkersburg und agierte bei diesem unter Trainer Mario Haas als Stammspieler. Zum Saisonende verließ er den Verein wieder. Nach einem kurzen Comeback beim SV Übelbach beendet er seine Karriere im Sommer 2021. 

## Nationalmannschaftskarriere
Dejan Kelhar spielte auch für slowenische Jugendauswahlen und in der U-21-Nationalmannschaft. Sein Debüt in der A-Nationalmannschaft von Slowenien gab er im März 2010 in einem Freundschaftsspiel gegen den Katar.

## Erfolge
Mit Publikum Celje
- Slowenischer Pokalsieger: 2004/05

Mit Legia Warschau
- Polnischer Pokalsieger: 2010/11

Mit Roter Stern Belgrad
- Serbischer Meister: 2014

Mit Sivasspor
- Meister der TFF 1. Lig und Aufstieg in die Süper Lig: 2016/17